# ماریام واردانیان
ماریام هوهانسی واردانیان (ارمنی: Մարո Հովհաննեսի Նազարբեկ (Նազարբեկյան); انگلیسی: Mariam Vardanian; زاده ۱۸۶۴ – درگذشته ۱۹۴۱) یک انقلابی و کنشگر سیاسی اهل ارمنستان بود.
وی یکی از بنیانگذاران حزب سوسیال دموکرات هنچاکیان می‌باشد. وی در سال ۱۹۲۵ به عضویت حزب کمونیست اتحاد شوروی درآمد.